# Bataille de Crazy Woman's Fork
Guerre de Red Cloud
Batailles
- Crazy Woman's Fork
- Bataille de Fetterman
- Combat de Hayfield
- Combat de Wagon Box

La bataille de Crazy Woman's Fork ou Crazy Woman Creek est l'attaque le 20 juillet 1866 d'un détachement de l'armée des États-Unis par un groupe de guerriers lakotas, marquant le début de la guerre de Red Cloud.